# Haiyan, Haibei
Haiyan är ett härad i den autonoma prefekturen Haibei i Qinghai-provinsen i västra Kina. 